# Sheshonq III
Sheshonq III (Usermaatra setepenra) (... – 798 a.C. ?) è stato un faraone della XXII dinastia egizia.

## Biografia
Ritenuto inizialmente uno dei sovrani egizi aventi il regno di maggior durata è stato ridimensionato dopo il 1993 in seguito alla scoperta dell'esistenza di Sheshonq IV.

La durata del regno di Sheshonq III, che non è citato esplicitamente nella lista reale di Manetone, può essere dedotta, come anche per altri sovrani, dallo studio delle iscrizioni sui sarcofagi dei tori Api sepolti nel Serapeo di Saqqara. Per ciascun toro è infatti riportata la data di nascita e di morte in riferimento all'anno di regno del sovrano.
L'aspetto di maggior rilevanza del comunque lungo regno di questo sovrano fu il definitivo sfaldamento del potere reale e la fine, anche formale, dell'unità dell'Egitto.

Quando Sheshonq III salì al trono la situazione politica poteva essere così riassunta: nel Basso Egitto, la regione del Delta del Nilo si trovava sotto l'effettivo controllo del sovrano di Tanis; le grandi città del Medio Egitto erano, di fatto, dei principati autonomi sotto il governo di capi militari o di collegi sacerdotali; in Alto Egitto, la regione di Tebe era travagliata dalla guerra più che decennale che contrapponeva, con alterne fortune, due pretendenti al seggio di Primo Profeta di Amon, titolo che di fatto conferiva il governo sulla regione.
Nell'ottavo anno di regno di Sheshonq la situazione divenne maggiormente complessa in quanto Petubastis I, forse discendente dalla famiglia reale, si proclamò, a Leontopolis, sovrano di tutto l'Egitto assumendo la titolatura completa e dando vita a quella che sarà conosciuta come XXIII dinastia.
Quattro anni più tardi, Horsaset (II), che nel frattempo era riuscito ad occupare Tebe, ed il seggio di Primo Profeta, riconobbe ufficialmente il nuovo sovrano, Petubastis, datando i suoi documenti con gli anni di regno di quest'ultimo.

Per quanto possa sembrare strano questa complessa situazione non sfociò in uno scontro diretto tra le varie componenti ed il delicato equilibrio tra loro venne garantito grazie a matrimoni ed a scambi di incarichi (un comandante militare delle truppe tebane durante il pontificato di Horsaset fu un figlio di Sheshonq).
Sheshonq III fu sepolto nella necropoli reale, a Tanis, in una tomba (NRT V) appositamente scavata ma la sua mummia, quando la tomba venne violata, fu poi messa al riparo in quella di Psusennes I.

## Titolatura
| G5 |

| G5 |

| E1 · D40 | mr · r | H6 | t · H8 | G7 | Z7 |

| E1 · D40 | mr · r | H6 | t · H8 | G7 | Z7 |

| E1 · D40 | mr · r | H6 | t · H8 | G7 | Z7 |

| E1 · D40 | mr · r | H6 | t · H8 | G7 | Z7 |

| E1 · D40 | mr · r | H6 | t · H8 | G7 | Z7 |

| E1 · D40 | mr · r | H6 | t · H8 | G7 | Z7 |

| E1 · D40 | mr · r | H6 | t · H8 | G7 | Z7 |

| E1 · D40 | mr · r | H6 | t · H8 | G7 | Z7 |

| G16 |

| G16 |

|  |

| G8 |

| G8 |

|  |

| M23 · X1 | L2 · X1 |

| M23 · X1 | L2 · X1 |

| N5 | F12 | C10 | N5 · U21 · n |

| N5 | F12 | C10 | N5 · U21 · n |

| N5 | F12 | C10 | N5 · U21 · n |

| N5 | F12 | C10 | N5 · U21 · n |

| N5 | F12 | C10 | N5 · U21 · n |

| N5 | F12 | C10 | N5 · U21 · n |

| N5 | F12 | C10 | N5 · U21 · n |

| N5 | F12 | C10 | N5 · U21 · n |

| G39 | N5 |

| G39 | N5 |

| i | mn · n | M8 | M8 | n · N29 |

| i | mn · n | M8 | M8 | n · N29 |

| i | mn · n | M8 | M8 | n · N29 |

| i | mn · n | M8 | M8 | n · N29 |

| i | mn · n | M8 | M8 | n · N29 |

| i | mn · n | M8 | M8 | n · N29 |

| i | mn · n | M8 | M8 | n · N29 |

| i | mn · n | M8 | M8 | n · N29 |

## Datazioni alternative
| Autore        | Anni di regno       |
| ------------- | ------------------- |
| Dodson        | 838 a.C. - 798 a.C. |
| von Beckerath | 837 a.C. - 785 a.C. |
| Arnold        | 837 a.C. - 773a.C.  |
| Shaw          | 837 a.C. - 773 a.C. |
| Grimal        | 825 a.C. - 773 a.C. |
| Redford       | 819 a.C. - 767 a.C. |